# Marcia Cross
Marcia Anne Cross (ur. 25 marca 1962 w Marlborough) – amerykańska aktorka. Odtwórczyni roli Bree Van de Kamp w serialu ABC Gotowe na wszystko (Desperate Housewives, 2004–2012), za którą zdobyła Nagrodę Satelity jako najlepsza aktorka w serialu komediowym oraz była nominowana do trzech Złotych Globów dla najlepszej aktorki w serialu komediowym lub musicalu i nagrody Emmy dla najlepszej aktorki w serialu komediowym. 

## Życiorys

### Wczesne lata
Urodziła się w Marlborough w stanie Massachusetts w rodzinie rzymskokatolickiej jako jedna z trzech córek Janet, nauczycielki, i Marka J Crossa (1923–2021), kierownika ds. personalnych. Jej rodzina była pochodzenia angielskigo i irlandzkiego. Ma dwie siostry – starszą Susan i młodszą Ellen. Zainteresowała się aktorstwem, kiedy wystąpiła w swoim pierwszym szkolnym przedstawieniu, produkcji szóstej klasy zatytułowanej Czarownica z Blackbird Pond. W 1980 ukończyła Marlborough High School i studiowała aktorstwo w Juilliard School w Nowym Jorku. W 1984 zdobyła tytuł licencjata.

### Kariera
W 1982 wystąpiła w roli Servant w produkcji off-Broadwayowskiej Uczone białogłowy Moliera. Od 25 lipca do 28 grudnia 1984 grała postać Liz Corell w operze mydlanej CBS The Edge of Night. W 1989 debiutowała na Broadwayu w roli Sophie w sztuce Toma Stopparda Artysta schodząc po schodach. Na dużym ekranie po raz pierwszy pojawiła się w dramacie Zły wpływ (Bad Influence, 1990) u boku Roba Lowe. Sukces przyszedł wraz z rolą psychotycznej doktor Kimberly Shaw Mancini w serialu Melrose Place (1992–1993, 1994–1997).
W 1997 powróciła do szkoły i skończyła psychologię na Antioch Universit, otrzymując tytuł magistra psychologii na Antioch University Los Angeles w 2003. Następnie otrzymała jedną z głównych ról w miniserialu Eastwick (2002). Gdy dowiedziała się o przygotowywanej przez ABC produkcji Gotowe na wszystko (Desperate Housewives, 2004–2012), serialu o niezwykłych kobietach z luksusowego przedmieścia prowadzących prywatne śledztwo w sprawie samobójstwa ich przyjaciółki, natychmiast zgłosiła swój akces. Serial stał się międzynarodowym hitem, a rola Bree Van De Kamp–Hodge przyniosła jej uznanie i nominacje do prestiżowych nagród Emmy, Złotego Globu oraz Złotej Satelity.

### Życie prywatne
W latach 1984–1985 jej partnerem był aktor Hugh O’Connor. W 1988 związała się z aktorem Richardem Jordanem, który zmarł w 1993. W listopadzie 2004 poznała Toma Mahoneya, maklera papierów wartościowych, z którym zawarła związek małżeński 24 czerwca 2006. Mają bliźniaczki, Eden i Savannah (ur. 20 lutego 2007). 
We wrześniu 2018 poinformowała, że wygrała walkę z rakiem, z którym zmagała się przez bardzo długi okres.

## Filmografia
- 1985 Brass jako Victoria Willis
- 1986–1987 Tylko jedno życie (One Life to Live) jako Cerise (1986) i jako Kate Sanders (1986–1987)
- 1986 Inny świat (Another World) jako Tanya
- 1986 The Last Days of Frank and Jesse James jako Sarah Hite
- 1986 George Washington II: The Forging of a Nation jako Anne Bingham
- 1986 Pros & Cons jako Lynn Erskine
- 1984 The Edge of Night jako Liz Correll
- 1988 lmost Grown jako Lesley
- 1990 Storm and Sorrow jako Marty Hoy
- 1990 Zły wpływ (Bad Influence) jako Ruth Fielding
- 1991–1992 Knots Landing jako Victoria Broyelard
- 1994–1997 Melrose Place jako dr Kimberly Shaw Mancini
- 1994 M.A.N.T.I.S. jako Carla
- 1995 Mother’s Day jako Denise
- 1996 Jej największe pragnienie (All She Wanted) jako Rachel Stockman
- 1996 Kobiece perwersje (Female Perversions) jako Pani Stephens, matka Ewy
- 1996 Always Say Goodbye jako Anne Kidwell
- 1997 Do usług (Temporarily Yours)
- 1998 Target Earth jako Karen Mackaphe
- 2000 Czarna komedia (Dancing in September) jako Lydia Gleason
- 2001 Żyjąc w strachu (Living in Fear) jako Rebecca Hausman
- 2002 Eastwick jako Jane
- 2002 Everwood jako dr Linda Abbott (2003–2004)
- 2003 The Wind Effect jako Molly
- 2004–2012 Gotowe na wszystko (Desperate Housewives) jako Bree Van de Kamp
- 2009 Po prostu Peck jako Cheryl Peck
- 2015–2017 Quantico jako Claire Haas
- 2017 Ned i Stacey jako Diana Huntley
- 2018 Youth and Consequences jako dyrektor Cowher
- 2019 The Edge of Sleep jako Tracy
- 2021 Ty (You) jako Jean Peck